# Antiker Faustkampf

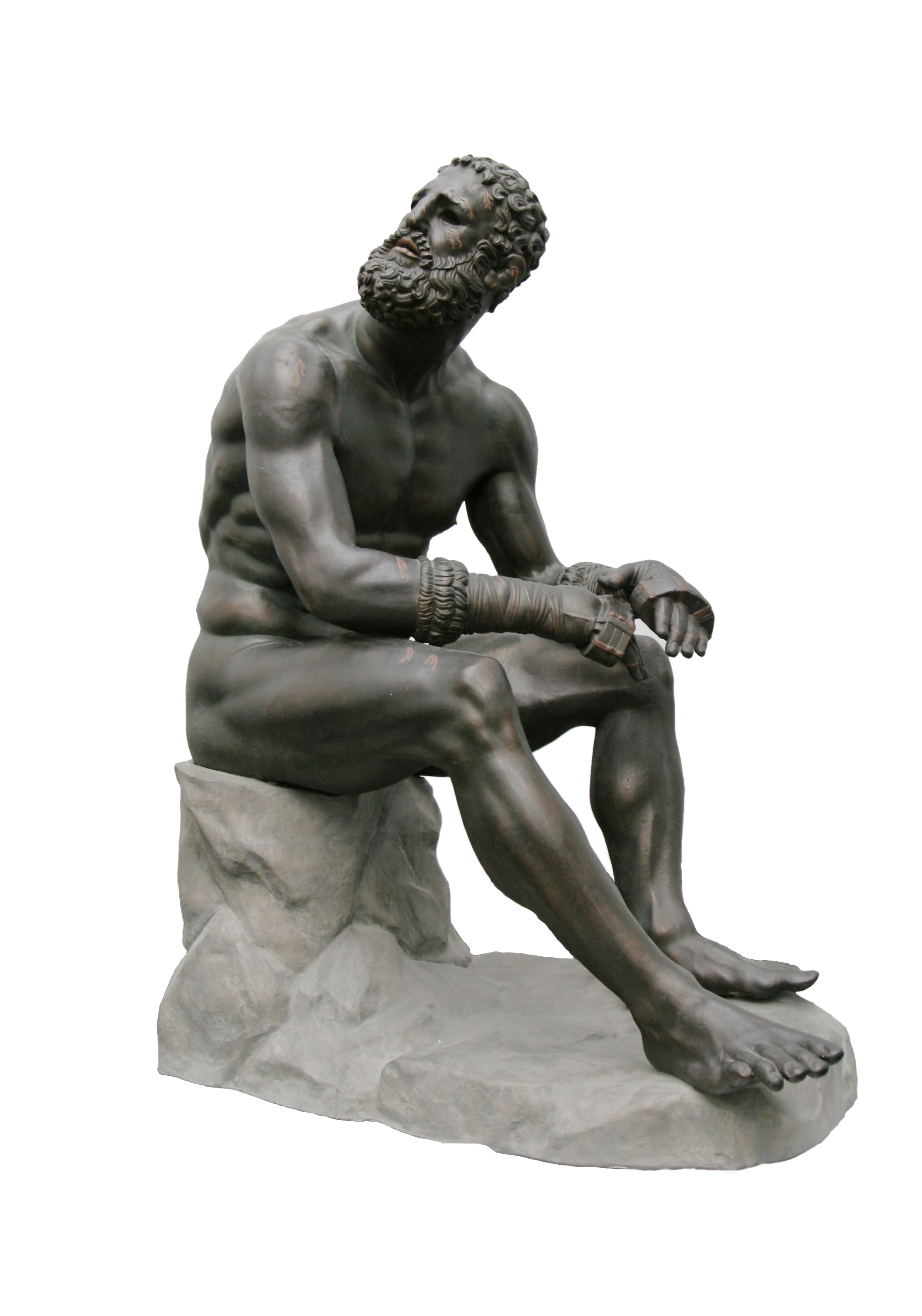
Der Faustkämpfer vom Quirinal: Griechische Statue eines Faustkämpfers aus dem 4. Jahrhundert v. Chr.

Der Faustkampf (altgriechisch πυγμή pygmē [wörtlich: „Faust“]; πύξ pyx [wörtlich: „fäustlings, mit der Faust“]; πυγμαχία pygmachia, seltener πυγμομαχία pygmomachia, „Faustkampf“; lateinisch pugilatus und pugilatio [seltener pugillatus/pugillatio]) ist ein Kampf, bei welchem sich zwei Kontrahenten mit den Fäusten bekämpfen. Oft wird der Begriff Faustkampf benutzt, um den antiken Faustkampf vom modernen Faustkampf, dem Boxen, abzugrenzen.

## Geschichte
Der Faustkampf war erstmals im Jahre 688 v. Chr. Disziplin bei den 23. Olympischen Spielen des Altertums. Im antiken Rom wurde der Faustkampf vor allem bei Gladiatorenkämpfen (Lederriemen mit Metalldornen) vorgeführt. Es lässt sich jedoch nicht genau festlegen, wie alt der Faustkampf wirklich ist, da aus Darstellungen aus dem Altertum hervorgeht (Mesopotamien, Ägypten, Kreta), dass auch ähnliche Kämpfe zu jener Zeit ausgetragen wurden. Beim Kampf kamen die Hände zum Einsatz. Die Kämpfer banden sich lange, lederne Schlagriemen (caestus) netzartig um Hände und Unterarme, wobei der Daumen frei blieb. Einerseits sollten die Riemen die Hand schützen, andererseits die Schläge wirksamer machen.

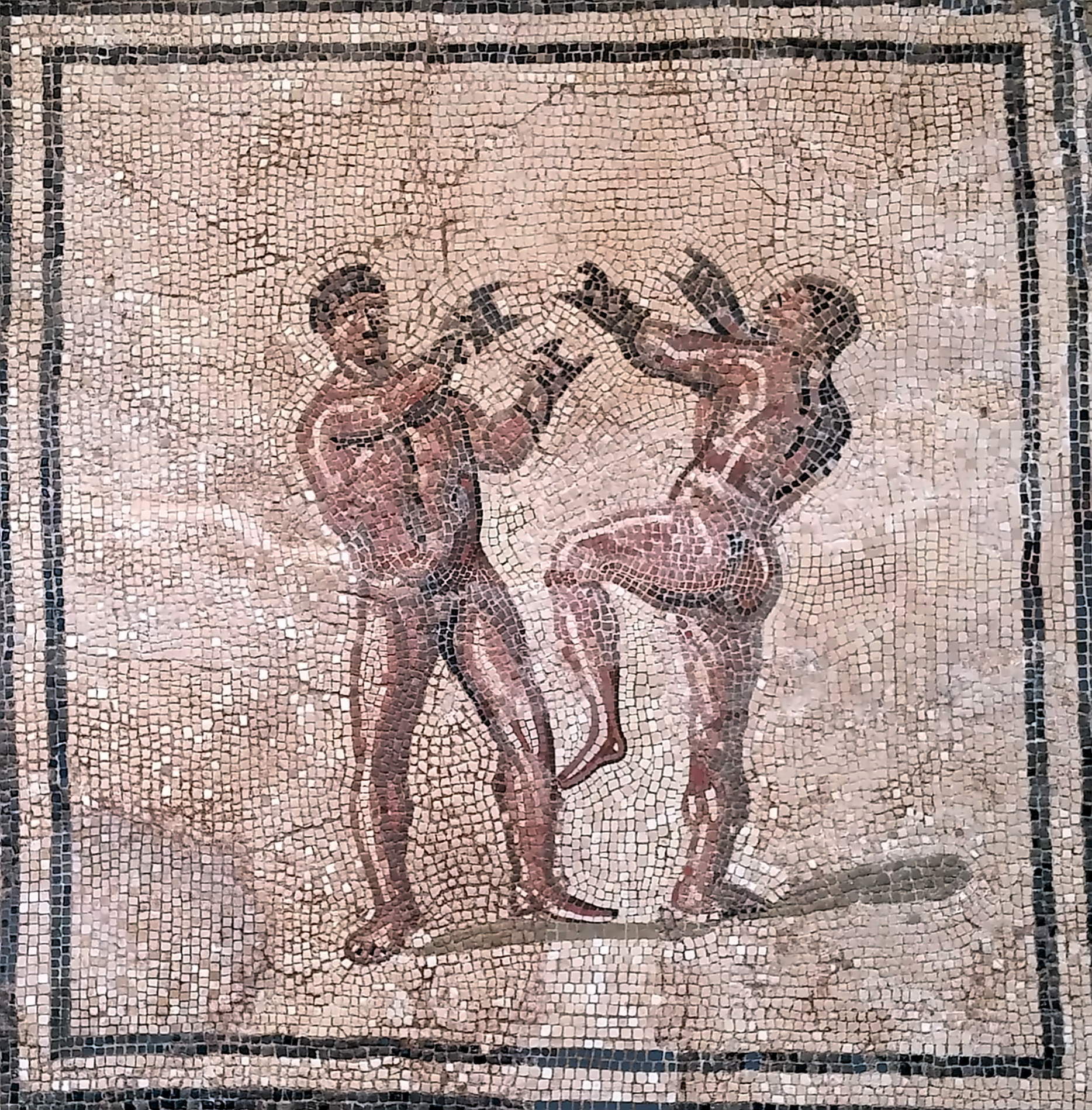
Spätrömische Kampfszenerie von Faustkämpfern aus dem 4. Jahrhundert; deutlich sind die angebrachten Dornen an den Schlagriemen erkennbar

## Wettkampfablauf
Es wurde vor allem gegen die empfindlichen Körperteile geschlagen, wie zum Beispiel Zähne, Ohren und Nase. Regeln wie beim heutigen Boxen gab es nicht, der Ablauf eines solchen Kampfes ist mit dem heutigen Boxen nicht vergleichbar. Den Kämpfern war es zum Beispiel auch erlaubt, hochzuspringen und von oben zuzuschlagen. Der schnelle Schlagabtausch der Kämpfer führte oftmals zu schweren Verletzungen, da es eine Körperdeckung oder eine Einteilung der Kämpfer in Gewichtsklassen wie beim heutigen Boxen nicht gab. Erst in der Weiterentwicklung der Kampftechniken kam in römischer Zeit nun auch die Defensiv- und Kontertaktik zur Anwendung, zum einen durch Block- und zum anderen durch Ausweichmanöver. Ein Kampf konnte dann mehrere Stunden dauern. Hier war dann bei technisch gleichwertigen Gegnern der Konditionszustand das ausschlaggebende Kriterium über Sieg oder Niederlage. 

Antike Reliefplatten mit Darstellung zweier Athleten beim Faustkampf
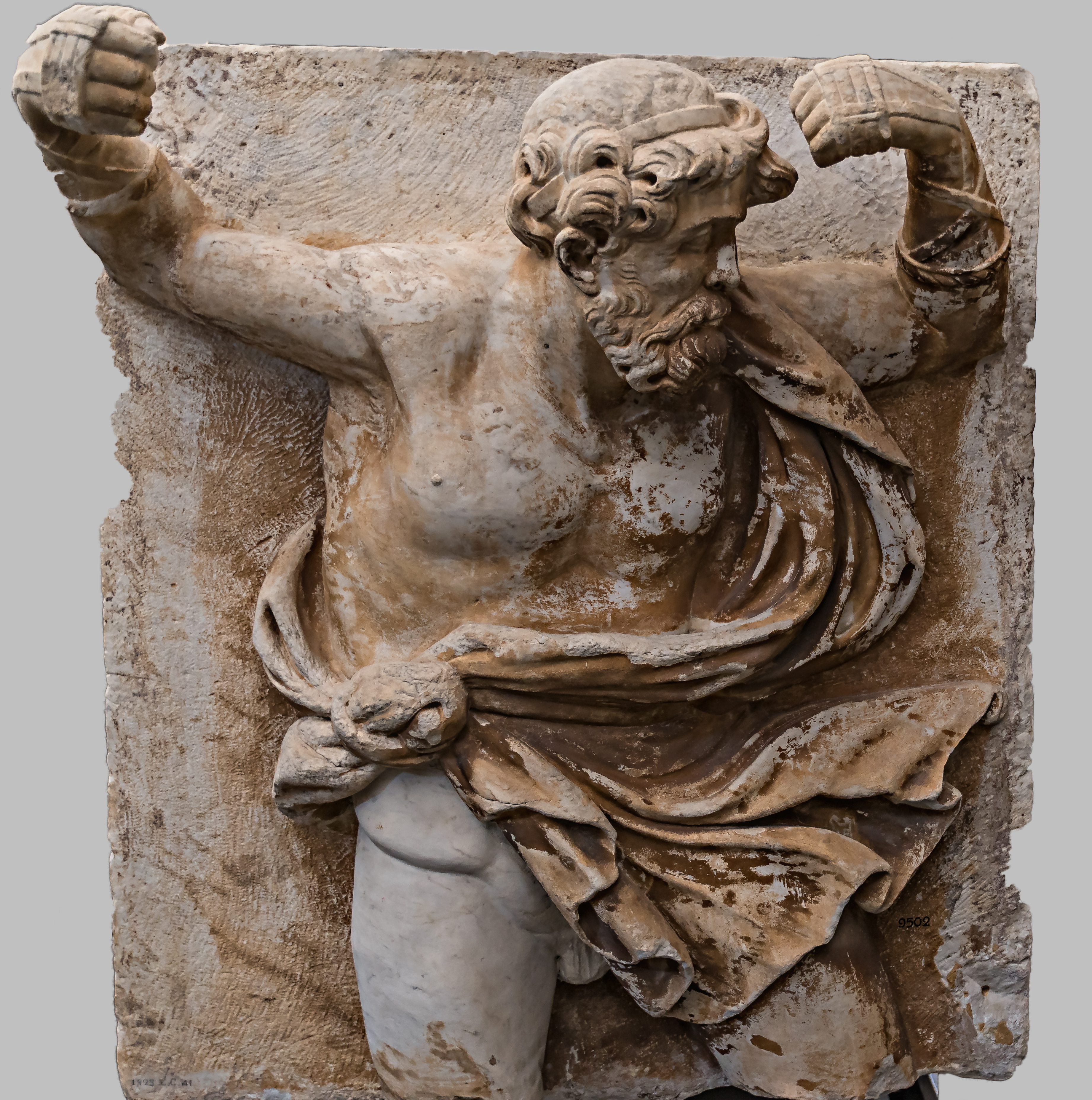
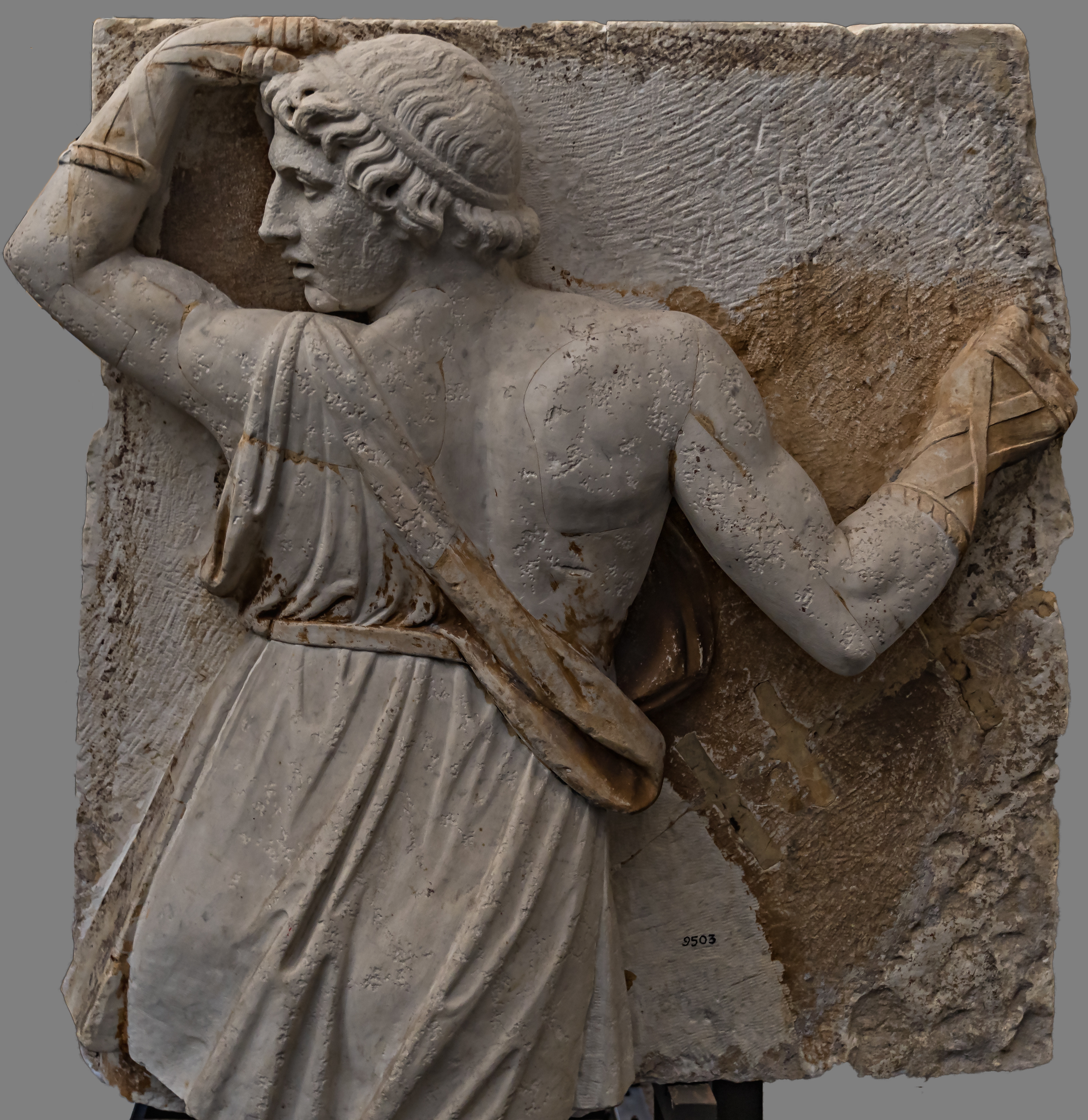

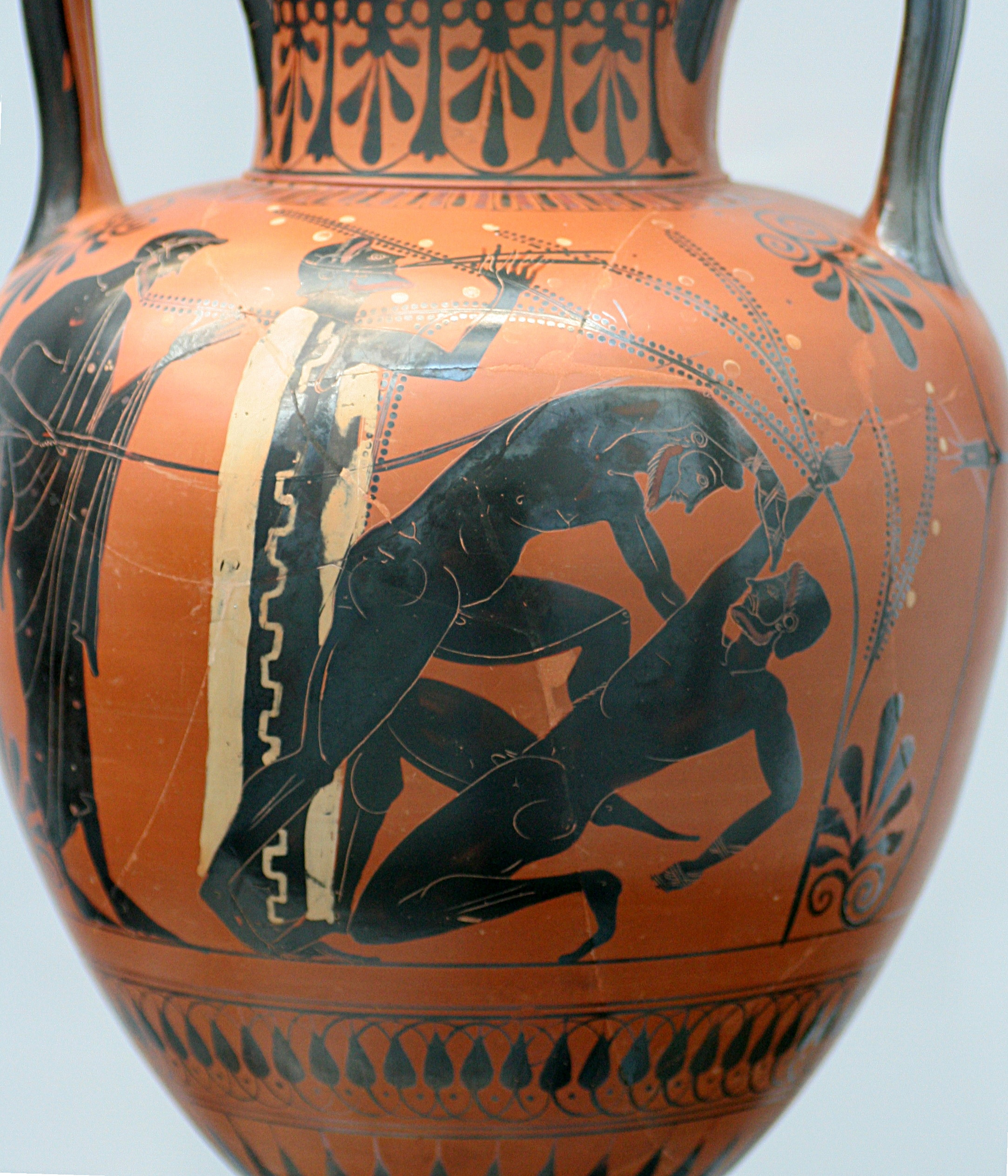
Schwarzfigurige attische Halsamphora: Der rechte Faustkämpfer gibt das Zeichen zum Aufgeben, sein Gegner dringt weiter auf ihn ein und wird deshalb vom Schiedsrichter mit der Gerte geschlagen.

Der Kampf wurde durch Erheben der Hand mit ausgestrecktem Zeigefinger als Zeichen der Niederlage beendet. Schlug der Sieger danach weiter auf den Unterlegenen ein, schritt ein Schiedsrichter mit Stockschlägen ein. Solche Szenen sind zum Beispiel durch Darstellungen auf Panathenäischen Preisamphoren bekannt. In Fällen, wo der Kampf tödlich endete, wurde der tötende Kämpfer bestraft. Der Sport war wegen seiner Gefährlichkeit in der griechischen Antike besonders hoch angesehen. 

## Persönlichkeiten
Berühmte Faustkämpfer der Antike waren Theogenes von Thasos und Diagoras von Rhodos.
Theogenes gewann 480 v. Chr. bei den Olympischen Spielen im Faustkampf,  476 v. Chr. gewann er im Pankration. Laut Pausanias soll er weitere drei Siege bei den Pythischen Spielen in Delphi, zehn bei den Isthmischen Spielen in Korinth sowie neun bei den Nemeischen Spielen errungen haben. Für ihn wird glaubhaft eine Anzahl von 1200 bis 1400 Siegen überliefert, wenn man Siege in einzelnen Kampfrunden mitrechnet. Allein in seiner Karriere als Faustkämpfer soll er 22 Jahre lang unbesiegt geblieben sein.
Diagoras wurde 464 v. Chr. Olympiasieger. Bei den Isthmischen Spielen siegte er viermal, mehrmals auch bei den Pythischen und den Nemeischen Spielen. Er gewann alle vier panhellenischen Spiele in Folge. Er wurde als fairer Athlet gefeiert, der ehrlich kämpfte. Der Dichter Pindar widmete ihm seine 7. Olympische Ode. Er war der Begründer einer Dynastie von sehr erfolgreichen Athleten, den nach ihm benannten Diagoriden. Seine Söhne wurden bei den Olympischen Spielen von 448 v. Chr. am selben Tag Olympiasieger, einer im Faustkampf, der andere im Pankration. Nach einer von Cicero überlieferten Legende starb der Vater noch am selben Tag, als ihn die beiden Söhne auf ihren Schultern durch das Stadion trugen und die Menge ihm zurief: „Stirb, Diagoras! In den Himmel kannst du nicht auch noch hinauf.“ (Griechisch «Κάτθανε, Διαγόρα, οὐ καὶ ἐς Ὂλυμπον ἀναβήσῃ.»)

## Faustkampf in der Kunst
Es gibt eine Sitzstatue des Faustkämpfers vom Quirinal in Rom aus Bronze. Diese zeigt im Gesicht und am Körper bewusst eingearbeitete Blessuren, wie sie beim Faustkampf vorkommen. 

## Ähnliche Sportarten
Eine kombinierte Sportart zwischen dem Ringen und dem Faustkampf bildete in Griechenland das Pankration. Hier allerdings wurde ohne Bandagen wie die Caestus gekämpft.